# Nicolás Azuaga
Nicolás Azuaga Rojas (Luque, el 6 de diciembre de 1958) fue un exfutbolista paraguayo que se desempeñó como delantero en el club Sportivo Luqueño y de la Selección de Futbol de Paraguay.

## Clubes
| Club                  | Pais     | Año         |
| --------------------- | -------- | ----------- |
| Club Sportivo Luqueño | Paraguay | 1982 - 1990 |

## Selección de Paraguay
| Competicion                                          | Partidos |
| ---------------------------------------------------- | -------- |
| Amistoso Internacional 1986                          | 1        |
| Clasificación para la Copa Mundial de Fútbol de 1986 | 1        |